# Korpilombolo socken
Korpilombolo socken ligger i Norrbotten, ingår sedan 1971 i Pajala kommun och motsvarar från 2016 Korpilombolo distrikt.
Socknens areal är 1 535,80 kvadratkilometer, varav 1 498,80 land. År 2000 fanns här 1 242 invånare.  Tätorten och kyrkorten Korpilombolo med sockenkyrkan Korpilombolo kyrka ligger i socknen.

## Administrativ historik
Korpilombolo församling bildades 20 juni 1856 genom en utbrytning ur Övertorneå, Överkalix församlingar samt Pajala församling (byn Kirnujärvi i det nordostligaste hörnet av Korpilombolo församling). Korpilombolo landskommun bildades 3 juni 1870 genom motsvarande utbrytningar ur Övertorneå, Överkalix och Pajala landskommuner. Korpilombolo landskommun uppgick 1971 i Pajala kommun. Församlingen uppgick 2010 i Pajala församling.
Korpilombolo utbröts som jordebokssocken ur Övertorneå mellan 1920 och 1930.
1 januari 2016 inrättades distriktet Korpilombolo, med samma omfattning som församlingen hade 1999/2000.
Socknen har tillhört fögderier, tingslag och domsagor enligt vad som beskrivs i artikeln Norrbotten.

## Geografi
Korpilombolo socken ligger kring Kalixälven.  Socknen är utanför älvdalen  en myrrik kuperad skogsbygd.

## Fornlämningar
Inom området finns tillfälliga gravplatser, sommargravar, från 1800-talets nybyggartid. Lämningar efter den tidiga förhistoriska fångstkulturen är dåligt kända.

## Namnet
Namnet (1553 Korbolombe) kommer ursprungligen från sjön och är en försvenskning av ett finskt ord. Förleden innehåller korpi, 'sank granskog, ödemark', efterleden är lompolo, 'tjärn, sjöliknande utvidgning i en å'.

## Befolkningsutveckling
| Befolkningsutvecklingen i Korpilombolo socken 1860–1990       | Befolkningsutvecklingen i Korpilombolo socken 1860–1990 | Befolkningsutvecklingen i Korpilombolo socken 1860–1990 | Befolkningsutvecklingen i Korpilombolo socken 1860–1990 | Befolkningsutvecklingen i Korpilombolo socken 1860–1990 |
| ------------------------------------------------------------- | ------------------------------------------------------- | ------------------------------------------------------- | ------------------------------------------------------- | ------------------------------------------------------- |
|                                                               |                                                         |                                                         |                                                         |                                                         |
| År                                                            |                                                         |                                                         | Folkmängd                                               |                                                         |
| 1860                                                          | 1860                                                    |                                                         | 962                                                     |                                                         |
| 1870                                                          | 1870                                                    |                                                         | 1 096                                                   |                                                         |
| 1880                                                          | 1880                                                    |                                                         | 1 415                                                   |                                                         |
| 1890                                                          | 1890                                                    |                                                         | 1 732                                                   |                                                         |
| 1900                                                          | 1900                                                    |                                                         | 1 990                                                   |                                                         |
| 1910                                                          | 1910                                                    |                                                         | 2 005                                                   |                                                         |
| 1920                                                          | 1920                                                    |                                                         | 2 261                                                   |                                                         |
| 1930                                                          | 1930                                                    |                                                         | 2 747                                                   |                                                         |
| 1940                                                          | 1940                                                    |                                                         | 3 471                                                   |                                                         |
| 1950                                                          | 1950                                                    |                                                         | 3 923                                                   |                                                         |
| 1960                                                          | 1960                                                    |                                                         | 3 767                                                   |                                                         |
| 1970                                                          | 1970                                                    |                                                         | 2 659                                                   |                                                         |
| 1980                                                          | 1980                                                    |                                                         | 1 849                                                   |                                                         |
| 1990                                                          | 1990                                                    |                                                         | 1 509                                                   |                                                         |
| Anm: Källor: Demografiska databasen, CEDAR, Umeå universitet. |                                                         |                                                         |                                                         |                                                         |

### Språk och etnicitet
Nedanstående siffror är tagna från SCB:s folkräkning 1900 och visar inte medborgarskap utan de som SCB ansåg vara av "finsk, svensk eller lapsk stam".
| Årtal | Svenskar | Finnar | Samer | Totalt |
| ----- | -------- | ------ | ----- | ------ |
| 1890  | 250      | 1 459  | 23    | 1 732  |
| 1900  | 264      | 1 694  | 32    | 1 990  |